# 陳剛信
陳剛信（1948年8月8日—）是臺灣媒體工作者，現任TVBS副董事長兼總顧問，前民視總經理，曾任華視節目部經理、業務部經理，文化大學新聞系畢業，其經營民視19年，強打戲劇置入，獲利逾6億，從接手的虧損13億9千萬到現值百億，有電視圈「財神爺」之稱號。

## 家庭狀況
與妻子育有一子二女，大女兒陳瑩為東森電視主播，曾主持馬英九總統的就職典禮和晚宴。2014年台灣太陽花學運尾聲時，陳瑩針對民眾包圍中正警局事件在臉書上公開呼籲黑社會介入，甚至出現攻擊性字眼及髒話，此番言論引起爭議。
二女兒陳琳於2009年嫁給在美國求學時的同學、上海紫江集團董事長兼中國共產黨員及全國政協委員沈雯之子沈臻。中國大陸媒體說沈雯幾乎把政協委員，作為自己的第二專業。
據原紫江集團董事、財務總裁沈國權的實名舉報：「紫江集團董事長兼總裁的全國政協委員沈雯，極其嚴重涉及數億元人民幣的金融詐騙、巨額偷逃稅款、虛構業務合同、偽造財務報表、欺詐上市、侵吞集體國有資產數百億元人民幣等罪行。」迄今仍沒被查辦，可見其於中國大陸勢力的強大。

## 經歷
曾在華視從節目部副理一路擔任到主任秘書兼華視董事，1995年蔡同榮尋求立委連任時，遭國民黨空降政務官蕭萬長所擊退，而投入籌組無線電視台。當時有人向蔡同榮推薦陳剛信，陳剛信由於出身華視，與蔡同榮之政治理念大相逕庭，使蔡對於與陳剛信的政治理念雖有些存疑，但仍因賞識其在電視與戲劇上的能力，故將陳剛信請到民視擔任顧問。1998年擔任民視執行常董兼總經理，2016年改任副董。2017年3月26日發聲明辭去民視副董一職，同年4月21日由TVBS召開董事會宣布將擔任「副董事長兼總顧問」。

## 戲劇作品
主導的民視8點檔《春天後母心》、《飛龍在天》、《長男的媳婦》、《娘家》等都創下收視佳績。

## 爭議

### 逃漏稅事件
原是華視主任秘書的陳剛信，1996年12月接任民視執行董事。1997年，財政部台北市國稅局接獲檢舉，指民視當年支付非固定薪資新台幣一千五百萬元給陳剛信，但是陳並未將這筆收入申報所得稅，分別以五張支票轉入親人帳戶，並作為私人款項使用，未幫民視將款項轉給東吉公司，應是陳的不固定薪資，應報繳所得稅。財政部台北市國稅局查核屬實，因此認定陳剛信須補稅新台幣五百九十四萬元，並裁處陳剛信罰鍰新台幣兩百八十五萬元。2005年5月27日，台北高等行政法院一審判決，陳剛信敗訴。

### 民視董座之爭 (又稱民視統獨之爭)
2017年臺灣「第一家民營的無線電視臺」－民間全民電視公司，爆發股權爭議，《民視》前副董事長、前總經理陳剛信疑似不滿董事長田再庭將職位傳予郭倍宏、再加上新任常務董事結構清一色皆為「獨立派」人士，終於2017年3月26日晚間怒辭副董事長職位，離開待了19年的《民視》。
陳剛信傳出將以15億新臺幣打造國際傳媒集團，製作新戲劇、綜藝以及新聞內容；目前《無線衛星電視》疑似已率先任其為類似「總顧問」職務，且已派人整理專屬辦公室，甚至傳出聯合味王董事長、民視常務董事陳清福(背後的勢力為青果大王陳查某之子─味王名譽董事長陳建忠，已歸化日本籍並改名為穎川建忠，亦為連戰之親家)、三立電視林崑海(俗稱海派)、美麗島電子報董事長吳子嘉(曾要求民進黨拿掉台獨黨綱)等人計畫於5月底召開民視股東大會拔除郭倍宏董事之職務。